# لیلیت دوبی
لیلیت دوبی (به انگلیسی: Lillete Dubey) (زاده ۷ سپتامبر ۱۹۵۳) بازیگر، کارگردان هندی است.
از فیلم‌هایی که وی در آن نقش داشته است می‌توان به فنا اشاره کرد.

## فیلم‌شناسی
فهرست برخی از فیلم‌هایی که لیلیت دوبی در آنها به ایفای نقش پرداخته است:
- باغبان
- فنا
- دوستی
- هروئین
- هدف
- خانه شلوغ
- شورش
- سه برادر
- من این را دوست دارم
- زبیدا
- به خاطر شما
- قفس
- بعد از تفریح
- برادرم... نیکل
- هر لحظه
- چشم بد دور
- همیشه گاهی گاهی
- اسم من آنتونی گونسالوز است
- دروغگوی ناکجا آباد
- شرکت
- بال
- اکثر ۲
- صبح راگا
- فوت کردن
- نابینا